# Article IV de la Constitution des États-Unis
L'Article IV de la Constitution des États-Unis définit le fédéralisme américain. Il met l'accent sur les devoirs des États les uns envers les autres ainsi que sur ceux du gouvernement fédéral envers eux. L'article 4 précise également les modalités d'admission d'un nouvel État et celles de la modification des frontières des États.

## Paragraphe 1: Pleine confiance et leur crédit
« Full Faith and Credit shall be given in each State to the public Acts, Records, and judicial Proceedings of every other State. And the Congress may by general Laws prescribe the Manner in which such Acts, Records and Proceedings shall be proved, and the Effect thereof. »
La première section requiert des États qu'ils étendent leur "pleine confiance et leur crédit" aux procédures et décisions administratives et judiciaires des autres États. Le Congrès peut réguler la façon dont ces équivalences entre États sont admises.

## Paragraphe 2: obligations des États
« The Citizens of each State shall be entitled to all Privileges and Immunities of Citizens in the several States. »
« A Person charged in any State with Treason, Felony, or other Crime, who shall flee from Justice, and be found in another State, shall on Demand of the executive Authority of the State from which he fled, be delivered up, to be removed to the State having Jurisdiction of the Crime. »
La première clause implique qu'un État ne doit pas discriminer à l'encontre des citoyens venant d'autres États en faveur des siens (cour suprême, Corfield v. Coryell (en)).
La seconde clause permet l'extradition sur demande d'un fugitif entre États des États-Unis.

## Paragraphe 3: nouveaux États et propriété fédérale
« New States may be admitted by the Congress into this Union; but no new State shall be formed or erected within the Jurisdiction of any other State; nor any State be formed by the Junction of two or more States, or parts of States, without the Consent of the Legislatures of the States concerned as well as of the Congress. »
« The Congress shall have Power to dispose of and make all needful Rules and Regulations respecting the Territory or other Property belonging to the United States; and nothing in this Constitution shall be so construed as to Prejudice any Claims of the United States, or of any particular State. »
La première clause explique comment un nouvel État peut être admis dans l'Union tandis que la seconde fait du congrès américain l'autorité légale suprême en matière de propriétés et de territoires appartenant aux États-Unis(cette clause a été utilisée lors de la Guerre hispano-américaine et s'applique encore à Puerto Rico).

## Paragraphe 4: obligations du gouvernement fédéral
« The United States shall guarantee to every State in this Union a Republican Form of Government, and shall protect each of them against Invasion; and on Application of the Legislature, or of the Executive (when the Legislature cannot be convened) against domestic Violence. »
La première clause garantit à chaque État une forme républicaine de gouvernement (et leur assure une protection contre n'importe quel type d'invasion).